# José Froilán González
José Froilán González (5. října 1922, Arrecifes – 15. června 2013) byl argentinský automobilový závodník, jezdec Formule 1 v sezonách 1950, 1951, 1952, 1953, 1954, 1955, 1956, 1957, 1960 ve stájích Maserati, Talbot, Ferrari a Vanwall, vítěz závodu 24 hodin Le Mans.

## Kariéra ve Formuli 1
| Rok  | 1       | 2       | 3   | 4     | 5    | 6       | 7     | 8     | 9 | 10 | Pořadí    | Body    |
| ---- | ------- | ------- | --- | ----- | ---- | ------- | ----- | ----- | - | -- | --------- | ------- |
| 1950 | GB      | MON Ret | USA | SUI   | BEL  | FRA Ret | ITA   | *     | * | *  | NC. místo | 0       |
| 1951 | SUI Ret | USA Ret | BEL | *     | *    | *       | *     | *     | * | *  | 3. místo  | 24 (27) |
| 1951 | *       | *       | *   | FRA 2 | GB 1 | NĚM 3   | ITA 2 | ŠPA 2 | * | *  | 3. místo  | 24 (27) |
| 1952 | SUI     | USA     | BEL | FRA   | GB   | NĚM     | NIZ   | ITA 2 | * | *  | 9. místo  | 6,5     |

Vozy
- 1950 – Maserati
- 1951 – Talbot a Ferrari
- 1952 – Maserati
- 1953 – Maserati
- 1954 – Ferrari
- 1955 – Ferrari
- 1956 – Maserati a Vanwall
- 1957 – Ferrari
- 1960 – Ferrari